# Туркменпортал
«Туркменпортал» (туркм. Türkmenportal) — туркменский информационно-сервисный интернет-портал. Круглосуточно освещает туркменские и мировые новости. Первый негосударственный новостной сайт в Туркменистане, штаб-квартира находится в Ашхабаде. Тематика охватывает политику, бизнес, экономику, технологии, образование, культуру и спорт. Наиболее посещаемый информационный ресурс туркменского Интернета, не имеющий аналогов в своей категории в стране.
Весь контент «Туркменпортал» доступен на бесплатных мобильных приложениях для всех операционных систем, включая iOS и Android.

## История
Сайт «Туркменпортал» запустили в 2011 году. Официально зарегистрирован в Туркменистане в 2014 году. По данным Alexa, 71 % посетителей сайта являются резидентами Туркменистана и 29 % являются иностранными читателями.
Сайт участвует в партнёрской программе с международными компаниями Яндекс.Новости и Google Новости. Крупные СМИ регулярно обмениваются и используют информацию с «Туркменпортала», в том числе информационные ресурсы из России, Турции, Хорватии, Азербайджана, Казахстана, Кыргызстана, Узбекистана и других стран. Сайт имеет свидетельство о регистрации СМИ в Российской Федерации.
Английская версия сайта была открыта в 2019 году.
В июле 2019 впервые представитель «Туркменпортала» принял участие в 21-й конференции ОБСЕ по вопросам свободы СМИ в Центральной Азии в Бишкеке (Кыргызстан).
Видеоканал «Turkmenportal» на YouTube в середине 2021 года имел более 11 тысяч подписчиков. Динамично растут аккаунты «Туркменпортала» в других соцсетях.

## Деятельность
Редакция «Туркменпортала» постоянно делает фоторепортажи, а также видеорепортажи (в том числе на канале YouTube). Сайт также известен своими редакционными статьями, колонками и интервью с туркменскими и зарубежными политиками, известными людьми шоу-бизнеса и спорта.

### Спорт
Интернет-издание освещает многие виды спорта, включая футбол, баскетбол, олимпийские виды спорта, борьбу, бокс, волейбол, дзюдо, шахматы, пауэрлифтинг, карате, а также такие крупные спортивные мероприятия, как чемпионат мира по футболу, Кубок АФК, Кубок Азии, Олимпийские игры, Азиатские игры, чемпионат мира по тяжелой атлетике и многие другие.

## Награды
- II место в номинации «Внедрение инновационных технологий и цифровой экономики в производство» (Союз промышленников и предпринимателей Туркменистана, 2021)[13][14]